# Bendovka
Bendovka (Bendlovka, Bendovská, Pentlovka) je zaniklá usedlost v Praze 8 Bohnicích poblíž ulice Na Farkách, v horní části svahu údolí nad Trojským potokem a Černou roklí.

## Historie
Na pozemcích původní vinice byla usedlost postavena až počátkem 19. století. Východně od budov se ve stráních údolí rozkládal sad, vinice bývaly západně ve svahu nad Podhořím. Ještě před výstavbou sídliště Bohnice bývala na jejích pozemcích cihelna.
Usedlost byla obývána až do 50. let 20. století, poté chátrala a zanikla. Doničena byla při výstavbě vilové čtvrti severně od areálu. Dochovala se pouze studna v bývalém sadu, sloupek na elektrický rozvaděč, tři schody a částečně i oplocení zahrady. Patrné je i místo původního vjezdu se sloupky z ulice Na Farkách. Jméno usedlosti se vyskytuje pojmenování ulic Na Bendovce a Nad Pentlovkou ve vilkách u starých Bohnic a v pojmenování studánky Bendovka jižně pod usedlostí při vývěru vody, který je pramenem Podhořského potoka.